# Drymusa spelunca
Espèce
Drymusa spelunca est une espèce d'araignées aranéomorphes de la famille des Drymusidae.

## Distribution
Cette espèce est endémique du Pará au Brésil,. Elle se rencontre dans la Serra dos Carajás à Parauapebas dans des grottes.

## Description
La femelle holotype mesure 2,50 mm, les femelles mesurent de 2,50 à 3,00 mm.
Le mâle décrit par Rheims, Brescovit et Bonaldo en 2008 mesure 3,00 mm.

## Systématique et taxinomie
Cette espèce a été décrite par Bonaldo, Rheims et Brescovit en 2006.

## Étymologie
Son nom d'espèce lui a été donné en référence au lieu de sa découverte, une grotte.

## Publication originale
- Bonaldo, Rheims & Brescovit, 2006 : « Four new species of Drymusa Simon (Araneae, Drymusidae) from Brazilian Oriental Amazonia. » Revista Brasileira de Zoologia, vol. 23, no 2, p. 455-459 (texte intégral).